# Jean-Pierre Brancourt
Pour les articles homonymes, voir Brancourt.
Jean-Pierre Brancourt, né le 11 janvier 1940 au Havre et mort le 23 juin 2019 au Port-Marly, est un historien moderniste et historien du droit français.
Il est spécialiste des époques moderne et révolutionnaire.

## Biographie
Entré à l'Université en 1957, pour un double cursus de Droit (Panthéon) et d'Histoire (Sorbonne), Jean-Pierre Brancourt est bientôt titulaire de trois DES, et assistant d'Histoire du droit dès 1964. En 1966, il entre dans la vie professionnelle comme directeur du service juridique de Kléber-Colombes, tout en poursuivant ses travaux de thèse. Docteur en droit (Paris, dir. Jean Imbert, avril 1968), puis en Histoire (Université d'Angers, dir. Jean de Viguerie, 1982), il consacre toute sa vie professionnelle à l'enseignement supérieur : il est enseignant-chercheur à l'université Panthéon-Assas de 1969-70 à 1991, d'abord comme Maître assistant, puis comme Chargé de conférences, puis comme Maître de conférences. Il est reçu second au concours interne d'agrégation d'histoire du droit (présidence Pr. Jacques Poumarède) en 1991 et intègre le corps professoral de la Faculté de droit de l'université François-Rabelais de Tours (où il dirige, jusqu'à sa retraite en 2008, le département d'Histoire du droit). Parallèlement, il s'engage fortement dans l'enseignement supérieur de l'Histoire (XVIe – XVIIIe siècle), aussi bien dans des universités de province (Angers, Valenciennes) que dans les établissements d'enseignements supérieur libre (FACO-Paris, dès 1968 et jusqu'en 2012 ; Faculté libre de Paris de 1976 à 1979) ; dans les années 1980-90, il est chargé de cours à l'École de guerre. En 1980, il participe également à la fondation de l'Institut universitaire Saint-Pie-X à Paris dont il devient l'un des plus éminents professeurs jusqu'en 1994. De 2001 à 2013, il est enfin professeur d'histoire moderne à l'ICES, institut catholique de Vendée,.
À la mort d'Hervé Coutau-Bégarie en février 2012, Jean-Pierre Brancourt remplace ce dernier à la présidence de l'Association universelle des Amis de Jeanne d'Arc et de sa revue d'histoire annuelle, la Revue Jeanne d'Arc. Il quitte la présidence de l'association en 2019, peu avant sa mort.
Son épouse, Isabelle Brancourt[réf. souhaitée], est historienne moderniste. Elle est chercheuse au CNRS.

## Distinctions
- Officier des Palmes académiques[5].
- Chevalier de l’Ordre équestre du Saint-Sépulcre de Jérusalem[5].